# 메렌호르

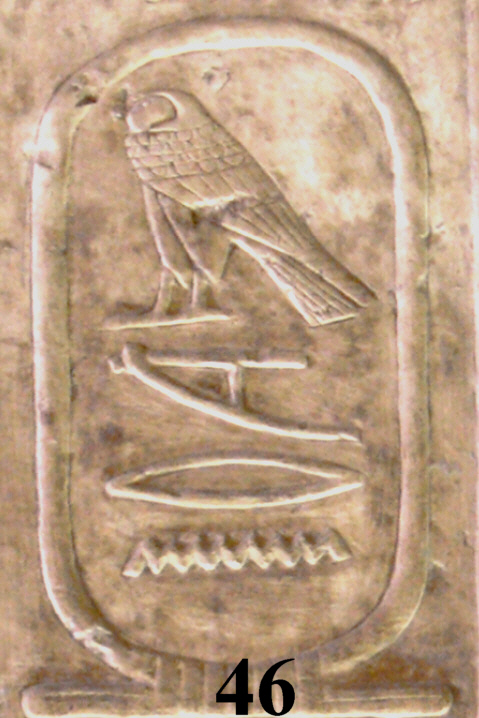

메렌호르(Merenhor)는 이집트 제1중간기의 파라오로, '호루스가 그를 사랑하신다'라는 뜻이다. 아비도스 왕 목록에만 등장한다.
| 전임 네페르카레 켄두 ? | 이집트 제7왕조의 파라오 ? | 후임 네페르카민 ? |